# NORSAR

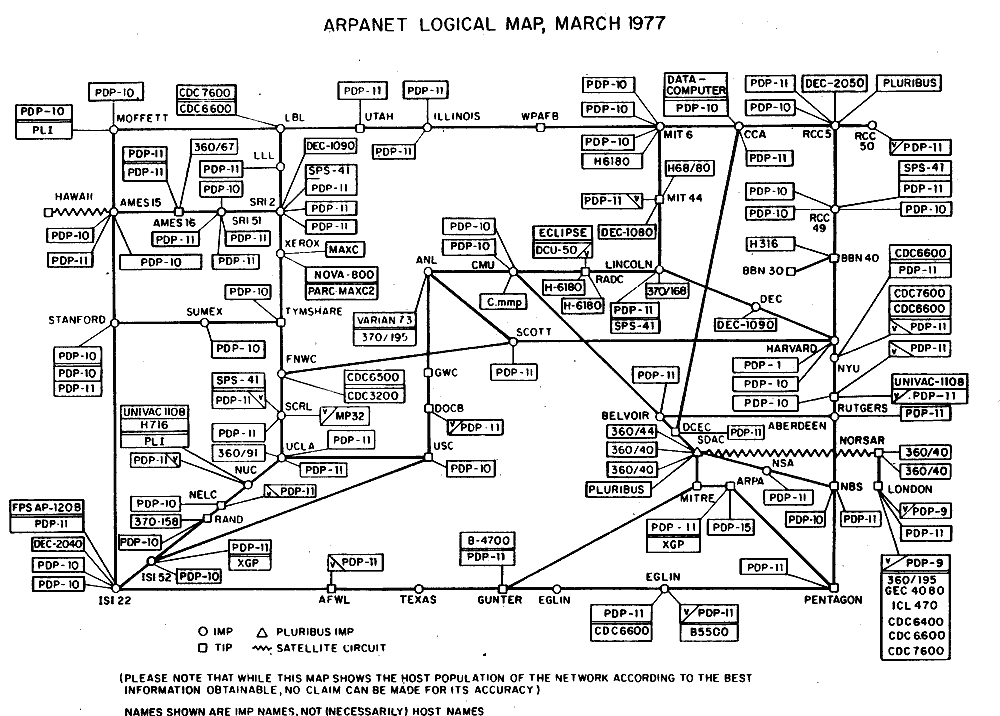
Логічна карта ARPANET, 1977. NORSAR знаходиться праворуч, знизу

NORSAR (англ. Norwegian Seismic Array) — сейсмічна антенна решітка з фіксації землетрусів та ядерних вибухів. 

## Історія
NORSAR була створена в 1968 році в рамках угоди між Норвегією та США щодо фіксації землетрусів та ядерних вибухів. У 1973 році NORSAR стала першою системою за межами США, підключеною до ARPANET.
Розташована у місті Х'єллер, на північ від Осло.

## Застосування
Прикладом ефективного використання  NORSAR став підрахунок потужності ядерного вибуху у Північній Кореї 2017 року на рівні близько 120 кілотонн, спираючись на спровокований вибухом землетрус у 5,8 балів.
10 жовтня 2023 року, за допомогою NORSAR було зафіксовано ознаки вибуху біля берегів Фінляндії у Балтійському морі, коли зазнав пошкоджень газогін Balticconnector. Про це експерти NORSAR заявили у своєму пресрелізі невдовзі після брифінгів урядовців Фінляндії та Естонії з приводу інциденту. NORSAR повідомив, що ними зафіксовано можливий вибух біля фінських берегів у Балтійському морі о 01:20 за фінським часом 8 жовтня 2023 року. Епіцентр вибуху знаходився приблизно за 40 км від естонського Палдіскі. Магнітуда зафіксованого поштовху складала приблизно 1, що вдвічі менше, ніж внаслідок вибуху у вересні 2022 року на газопроводі «Північний потік». Тоді його магнітуду NORSAR оцінював у 2.2.